# Mylabris pulchra
Mylabris pulchra es una especie de coleóptero de la familia Meloidae.

## Distribución geográfica
Habita en Afganistán.